# 오토 폰 코체부
오토 폰 코체부(러시아어: О́тто Евста́фьевич Коцебу́; 1787년 12월 30일 – 1846년 2월 15일)는 러시아 제국 해군의 발트 독일인 해군 장교였다. 그는 탐험 및 과학 조사를 목적으로 태평양으로 두 차례 해군 탐험을 지휘했다. 첫 번째 탐험은 오세아니아와 북아메리카 서해안을 탐사했으며, 북극해를 횡단하는 항로를 찾기 위해 베링 해협을 통과했다. 두 번째 항해는 캄차카반도로의 군사 보급 임무였지만, 다시 북아메리카 서해안과 오세아니아에 대한 중요한 탐험을 포함했다.

## 어린 시절과 교육
코체부는 러시아 제국의 예스틀랸트현에 있는 레발(탈린)에서 태어나고 자랐다. 그는 독일 작가이자 외교관인 아우구스트 폰 코체부의 둘째 아들이었다. 코체부 가문은 브란덴부르크 변경백국 출신이었다. 그의 가장 오래된 부계 조상은 알트마르크의 코세바우 출신이었다.
상트페테르부르크 사관학교에 다닌 후, 그는 1803년부터 1806년까지 아담 요한 폰 크루젠슈테른의 항해에 동행했다. 두 사람 모두 1800년경 러시아 제국의 해군 탐험에서 발트 독일인의 중요성을 입증했다.

## 첫 번째 항해, 1815년 ~ 1818년

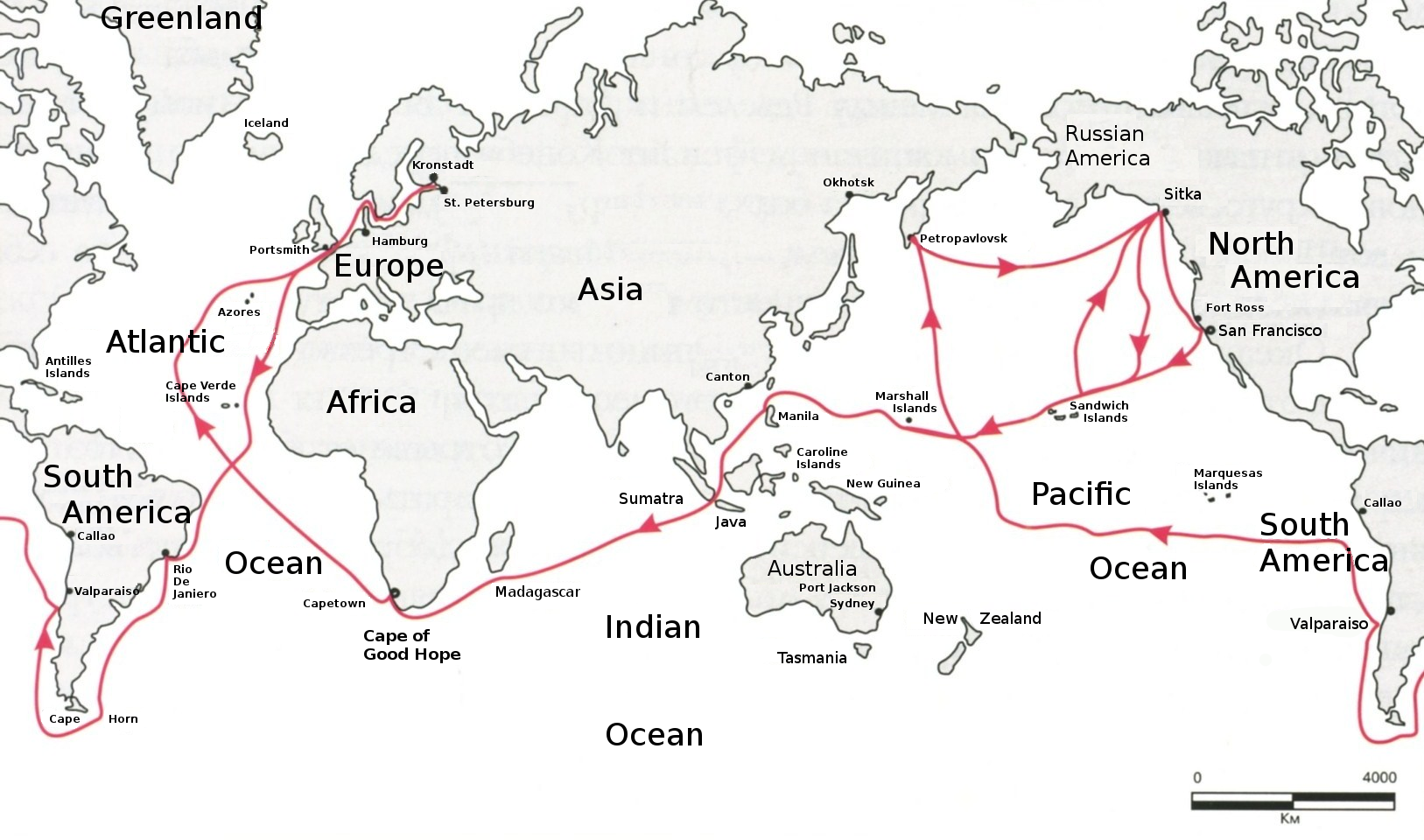
코체부의 항해

중위로 진급한 코체부는 황제 재상 니콜라이 루먄체프 백작의 비용으로 브릭 루릭호에 장비를 갖춘 탐험대의 지휘를 맡았다. 이 배에 자연학자 요한 프리드리히 폰 에슈숄츠와 아델베르트 폰 샤미소, 그리고 화가 루이스 초리스를 포함한 단 27명의 인원만으로 코체부는 1815년 7월 30일 크론슈타트에서 북극해를 횡단하는 항로를 찾고 덜 알려진 오세아니아 지역을 탐험하기 위해 출발했다.
혼곶을 경유하여 칠레 해안을 방문했고 1816년 3월 29일 이스터섬에 도착했다. 그곳에서 서쪽으로 항해하여 4월 16일경 투아모투 제도를 발견했으며, 일부 섬에는 그가 이름을 붙였다. 예를 들어, Dog Island(푸카푸카섬 (쿡 제도))일 것이라고 생각하여 Doubtful이라 불렀고, Romanzoff(티케이)와 Spiridoff, 쿡이 발견한 팔리세르 제도, Rurick's chain(아루투아), 그리고 Krusenstern(티케하우) 등이 있다. 5월 1일 펜린 환초에 도착하여 카누를 타고 나온 원주민들의 환영을 받았다. 폴리네시아를 떠난 후 코체부는 미크로네시아의 마셜 제도의 라다크와 랄리크 체인을 발견했다.
코체부는 그 후 캄차카반도로 북상하여 6월 18일 성 베드로와 성 바울 항구에 정박했다. 그곳에서 그는 베링 해협과 알래스카 해안을 탐험했다. 베링 해협 북쪽에 있는 해협은 코체부만으로 명명되었다. 9월에는 남쪽으로 캘리포니아로 항해했다.
아시아 해안을 따라 돌아오다가 다시 남쪽으로 항해했고, 샌드위치 제도에서 3주간 머물렀는데, 이때 러시아-아메리카 회사가 카우아이섬을 점령하려던 섀퍼 사건이 발생했다. 1817년 1월 1일, 코체부는 뉴 이어 섬을 발견했다. 태평양에서 더 항해한 후 그는 북쪽으로 향했다. 심한 질병으로 인해 유럽으로 돌아갈 수밖에 없었으며, 1818년 8월 3일 러시아의 네바강에 도착하여 이전에 알려지지 않은 많은 식물 표본과 새로운 민족학 정보를 가지고 돌아왔다.

## 두 번째 항해, 1823년 ~ 1826년
1823년, 이제 선장이 된 코체부는 두 척의 군함으로 구성된 탐험대의 지휘를 맡았는데, 주된 목적은 캄차카로 병력을 증원하고 북아메리카 북서 해안을 순찰하여 러시아 정착지를 외국 상인들의 밀수로부터 보호하는 것이었다. 러시아 범선 엔터프라이즈호에 탑승한 과학자들은 지리, 민족지 및 자연사에 대한 많은 가치 있는 정보와 자료를 수집했다. 자연학자 에슈숄츠는 지질학자 에른스트 라인홀트 폰 호프만, 천문학자 에른스트 빌헬름 프로이스, 물리학자 하인리히 렌츠와 함께 다시 코체부를 동행했다.
탐험대는 1823년 7월 28일 크론슈타트를 떠나 12월 23일 혼곶을 돌아 항해했다. 코체부는 칠레를 방문한 후 타히티로 가는 길에 투아모투 제도를 통해 서쪽으로 항해했다. 탐험대는 3월 14일 타히티의 마타바이 만에 도착했다. 코체부는 3월 24일 섬을 떠나기 전 런던 선교회의 여러 회원들을 만났다.
코체부는 1824년 7월 페트로파블롭스크캄차츠키에 도착했다. 같은 해 그는 산타클라라 아시시 선교회를 방문하여 모녀리오의 상황을 기록했다. 해안을 따라 많은 지점이 수정되었고, 항해자 제도를 방문했으며, 몇몇 발견이 이루어졌다. 탐험대는 마리아나 제도, 필리핀, 누벨칼레도니 및 하와이 제도를 경유하여 1826년 7월 10일 크론슈타트에 도착했다.
귀국 후 코체부는 크론슈타트 함대 사령관으로 승진했지만, 건강 문제로 1830년에 퇴역했다. 코체부는 생애 마지막 몇 년을 코세 근처에 있는 그의 트리이기 장원에서 보냈다. 그는 1846년 레발에서 사망했다.
코체부의 두 가지 서술, 즉 1815-1818년 남해와 베링 해협을 탐험하여 북동항로를 찾기 위한 발견 항해(3권, 1821년)와 1823-1826년 세계 일주 신 항해(1830년)는 모두 영어로 번역되었다.

## 유산과 영예
- 코체부만과 코체부 (알래스카주)는 그의 이름을 따서 명명되었다.[8]
- 에스토니아 북부 탈린의 칼라마야 지역에 있는 코체부 거리는 그와 그의 아버지 아우구스트 폰 코체부가 모두 이 거리에서 살았기 때문에 그들의 이름을 따서 명명되었다.
- 나비 Pachliopta kotzebuea는 루릭호에 탑승했던 식물학자 요한 프리드리히 폰 에슈숄츠에 의해 그의 이름을 따서 명명되었다.

## 같이 보기
- 발트 독일인 목록#탐험가

## 참고 문헌
- Beidleman, Richard G. (2006). 《California's Frontier Naturalists》. Berkeley: University of California Press. 48–70쪽. ISBN 978-0-520-92750-6.
- Daum, Andreas W. (2019). 〈German Naturalists in the Pacific around 1800: Entanglement, Autonomy, and a Transnational Culture of Expertise〉.   Berghoff, Hartmut. 《Explorations and Entanglements: Germans in Pacific Worlds from the Early Modern Period to World War I》. Berghahn Books. 79–102쪽.
- Postnikov, Alexey (2007). 〈von Kotzebue, Otto〉. 《The Oxford Companion to World Exploration》. Oxford University Press. ISBN 978-0-19-514922-7.
- Sterling, Paul Gary (2011). 《The Voyage of the Rurik: An Historic 1816 Russian Voyage to San Francisco Bay》. 《The Argonaut》 22. 6–35쪽.
- Te Rangi Hiroa (1953). 《Explorers of the Pacific: European and American Discoveries in Polynesia》 Special Publication 43판. Honolulu, Hawaii: Bishop Museum.